# Silene cretacea
Silene cretacea là loài thực vật có hoa thuộc họ Cẩm chướng. Loài này được Fisch. ex Spreng. miêu tả khoa học đầu tiên năm 1825.